# Agencia de Acceso a la Información Pública (Argentina)
La Agencia de Acceso a la Información Pública (AAIP), creada en el año 2016 mediante la Ley 27.275, es un ente autárquico con autonomía funcional en el ámbito de la Jefatura de Gabinete de Ministros del Poder Ejecutivo Nacional. Es la autoridad de aplicación, órgano rector y garante de la Ley 27.275 de Derecho de Acceso a la Información Pública, la Ley 25.326 de Protección de Datos Personales y la Ley 26.951 del Registro Nacional No llame.
Monitorea el desempeño de la transparencia en la gestión pública, el acceso a la información y la protección de datos personales. Aborda los desafíos actuales, en línea con los estándares internacionales, para reforzar la calidad institucional de las organizaciones públicas.

## Historia

##### Primeros años
En septiembre de 2016 se sancionó la Ley 27.275 de Derecho de Acceso a la Información Pública con el objeto de “garantizar el efectivo ejercicio del acceso a la información, promover la participación ciudadana y la transparencia de la gestión pública de todos los poderes y organismos” del Estado nacional.
En septiembre de 2017 la resolución del Ministerio Público Fiscal creó la AAIP y dispuso la implementación de un “proceso de selección abierto, público y transparente de su director”. El 30 de agosto el gobierno de Mauricio Macri oficializó la designación de Eduardo Bertoni como director de la AAIP. 
A fines del 2020, Bertoni confirmó que dejaría el organismo: la renuncia se hizo efectiva por medio del Decreto 1012/2020 que se publicó en el Boletín Oficial y que aceptó la dimisión del funcionario por parte del Jefe de Gabinete de Ministros Santiago Cafiero. 

##### Designación de Beatriz Anchorena como Titular de la AAIP

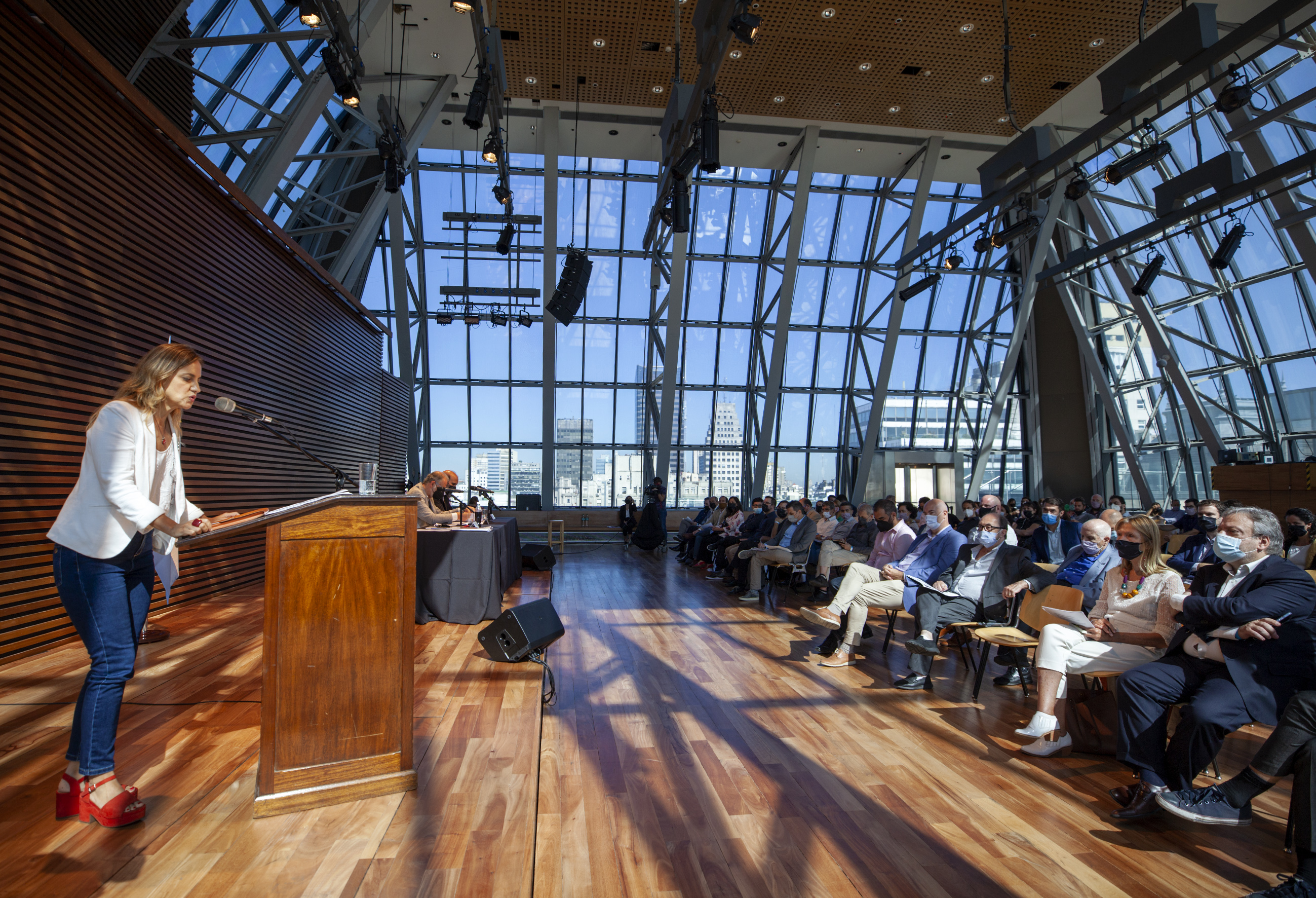
Beatriz Anchorena en la Audiencia Pública para la elección de Titular de la AAIP

El 10 de marzo de 2022, luego de una Audiencia Pública, parte de un proceso abierto y transparente, y mediante el Decreto 110/2022, se designó a la actual Titular de la Agencia, Mg. Beatriz Anchorena, primera mujer en ocupar ese cargo en el organismo.
Su postulación obtuvo 74 adhesiones de organizaciones de la sociedad civil, universidades nacionales de todo el país, diputados nacionales de diferentes espacios partidarios, referentes del mundo académico y personas expertas en acceso a la información y protección de datos personales.
En este marco, presentó el plan de trabajo para la AAIP centrado en cuatro ejes: fortalecimiento institucional de la Agencia, salto de calidad en transparencia activa y datos abiertos, actualización de la normativa y robustecimiento de la gestión en protección de datos personales, y consolidación del Consejo Federal para la Transparencia (CFT). 

## Estructura

##### Dirección Nacional de Acceso a la Información
La Decisión Administrativa 1002/17 creó la estructura de primer nivel de la AAIP. A partir de esa fecha, comenzó a trabajar la Dirección Nacional de Acceso a la Información (DNAI), como órgano primario para la resolución de reclamos administrativos y la correcta implementación de la Ley 27.275.
La DNAI tiene como objetivo asistir en la instrumentación, interpretación y actualización de la normativa y los procedimientos de acceso a la información, en el marco de la Ley 27.275 de Derecho de Acceso a la Información Pública.

##### Dirección Nacional de Protección de Datos Personales
Creada mediante la Ley 25.326, sancionada en el año 2000, la Dirección Nacional de Protección de Datos Personales (DNPDP) funcionó inicialmente como un órgano de control en el ámbito del Ministerio de Justicia de la Nación. Con la creación de la AAIP, la DNPDP se incorporó a la estructura de la Agencia en el año 2017 y comenzó a funcionar bajo su órbita.
Su fin es asistir en el diseño y la ejecución de las políticas de privacidad, gobernanza de datos e internet, como autoridad de aplicación y órgano de control de las leyes 25.326 de Protección de Datos Personales y 26.951 de creación del Registro Nacional “No Llame”.

##### Dirección Nacional de Evaluación de Políticas de Transparencia
Tiene como objetivo asistir en el diseño, ejecución y evaluación de sistemas de información, políticas de transparencia activa y campañas de difusión, así como en la instrumentación de proyectos y acciones que favorezcan la producción, sistematización, apertura y puesta a disposición de la ciudadanía de información pública, tal como lo establece la Ley 27.275 de Derecho de Acceso a la Información Pública, en coordinación con las áreas con competencia en la materia de la Administración Pública Nacional.

##### Consejo Federal para la Transparencia
Espacio interjurisdiccional y permanente de cooperación y concertación de políticas de transparencia, acceso a la información y protección de datos. Presidido por la Titular de la AAIP y constituido por representantes de las 24 jurisdicciones del país. Establecido por la Ley 27.275.
Según indica en su sitio web, actualmente, el espacio de articulación y concertación de políticas cuenta con la participación de representantes de 22 provincias y CABA, quienes conformaron tres comisiones de trabajo: Formación, Comunicación y Participación Ciudadana, Gobernanza de Datos, y Protección de la Privacidad y Transparencia.
Se realizaron cuatro Asambleas Generales Ordinarias del CFT desde marzo de 2022: CABA en junio de 2022; Entre Ríos en noviembre de 2022; Buenos Aires en mayo de 2023; Santiago del Estero en noviembre de 2023.

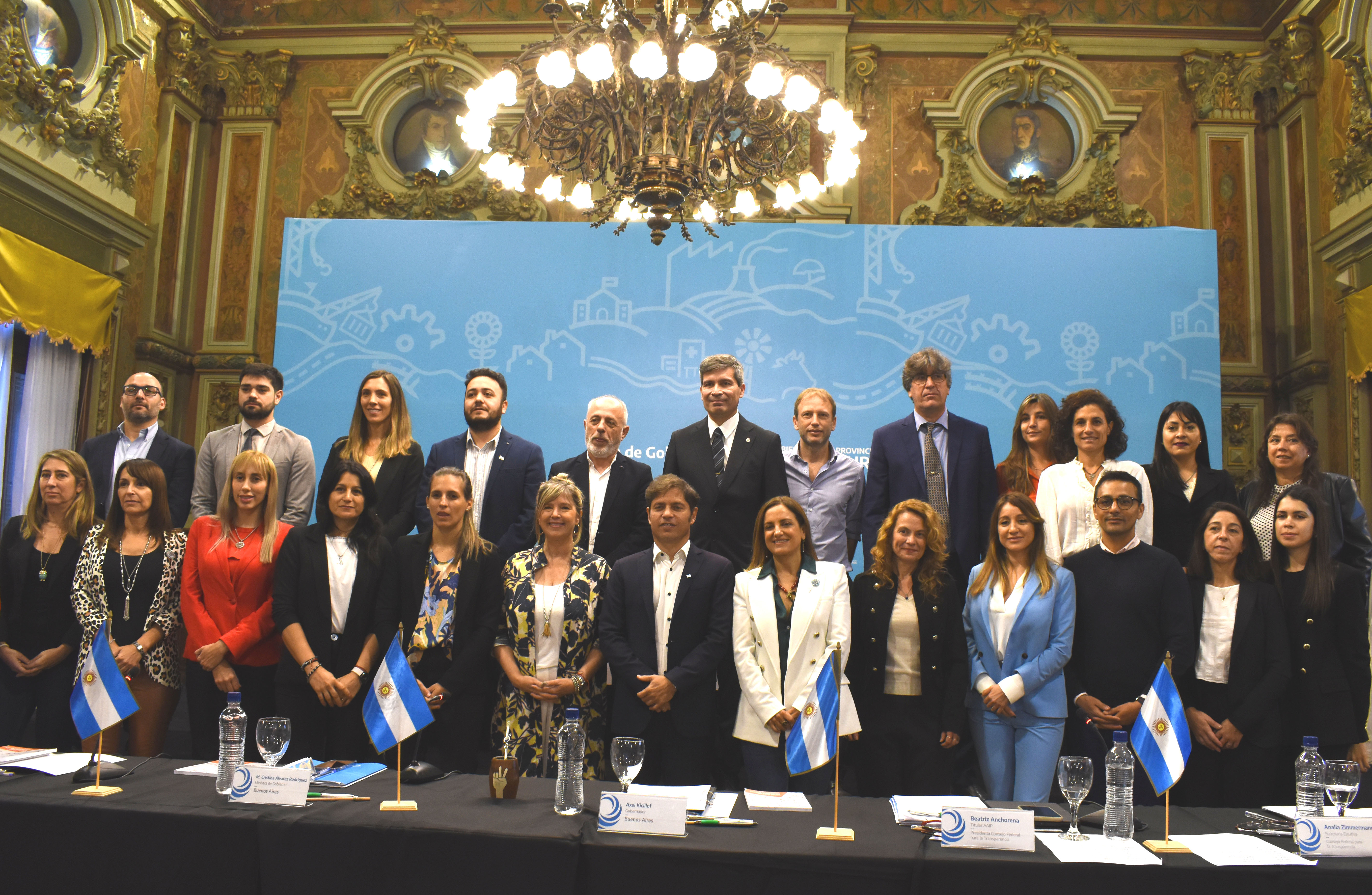

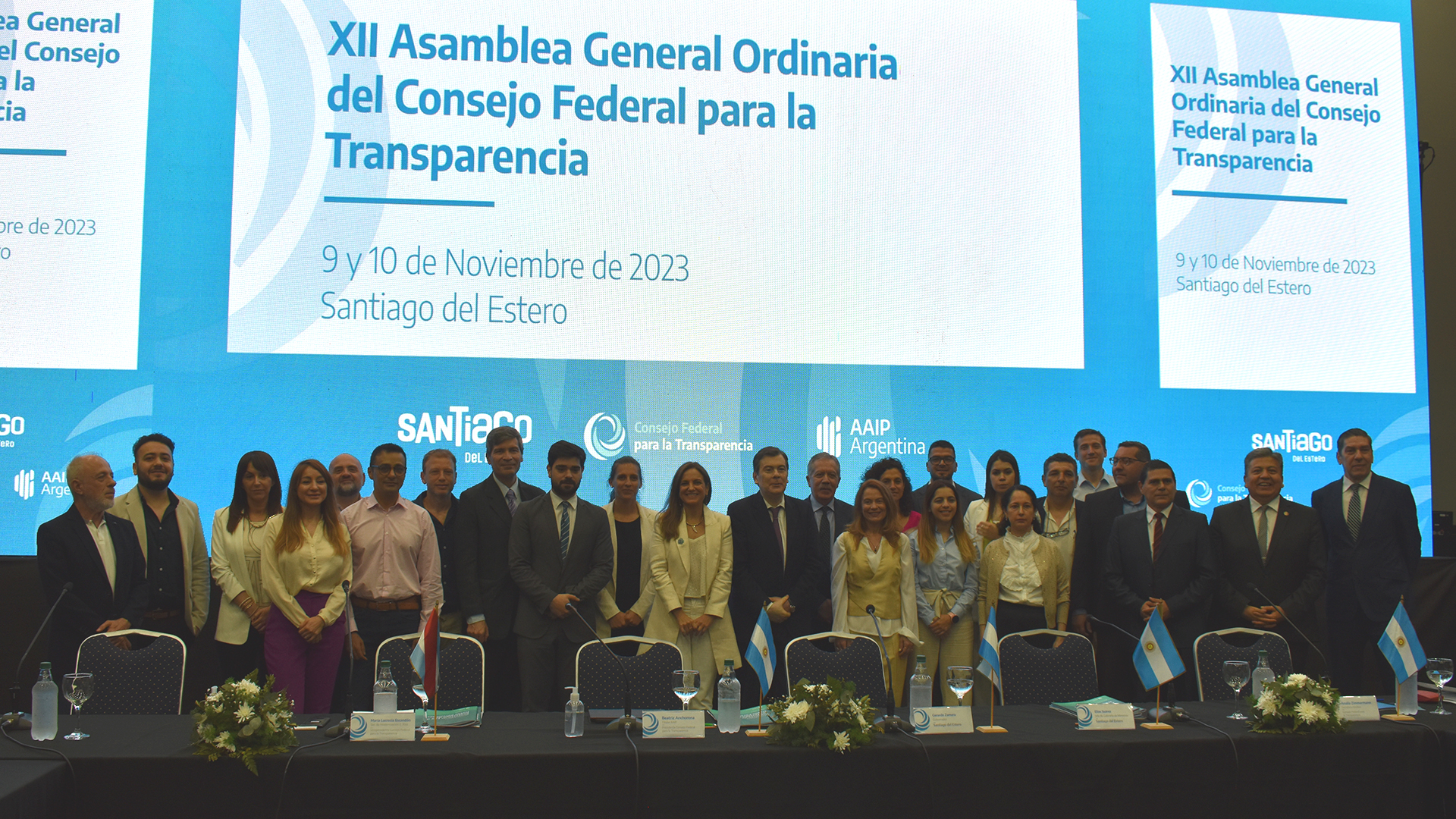

El CFT también realizó en Córdoba, Rosario, Salta y Santiago del Estero encuentros denominados “El Derecho a la Protección de Datos Personales en Tiempos de Inteligencia Artificial”. La comunidad académica y representantes de los poderes públicos locales reflexionaron respecto al crecimiento de la Inteligencia Artificial y la necesidad de robustecer la legislación vigente para garantizar la innovación, la economía digital, el avance tecnológico y la protección de los datos personales.

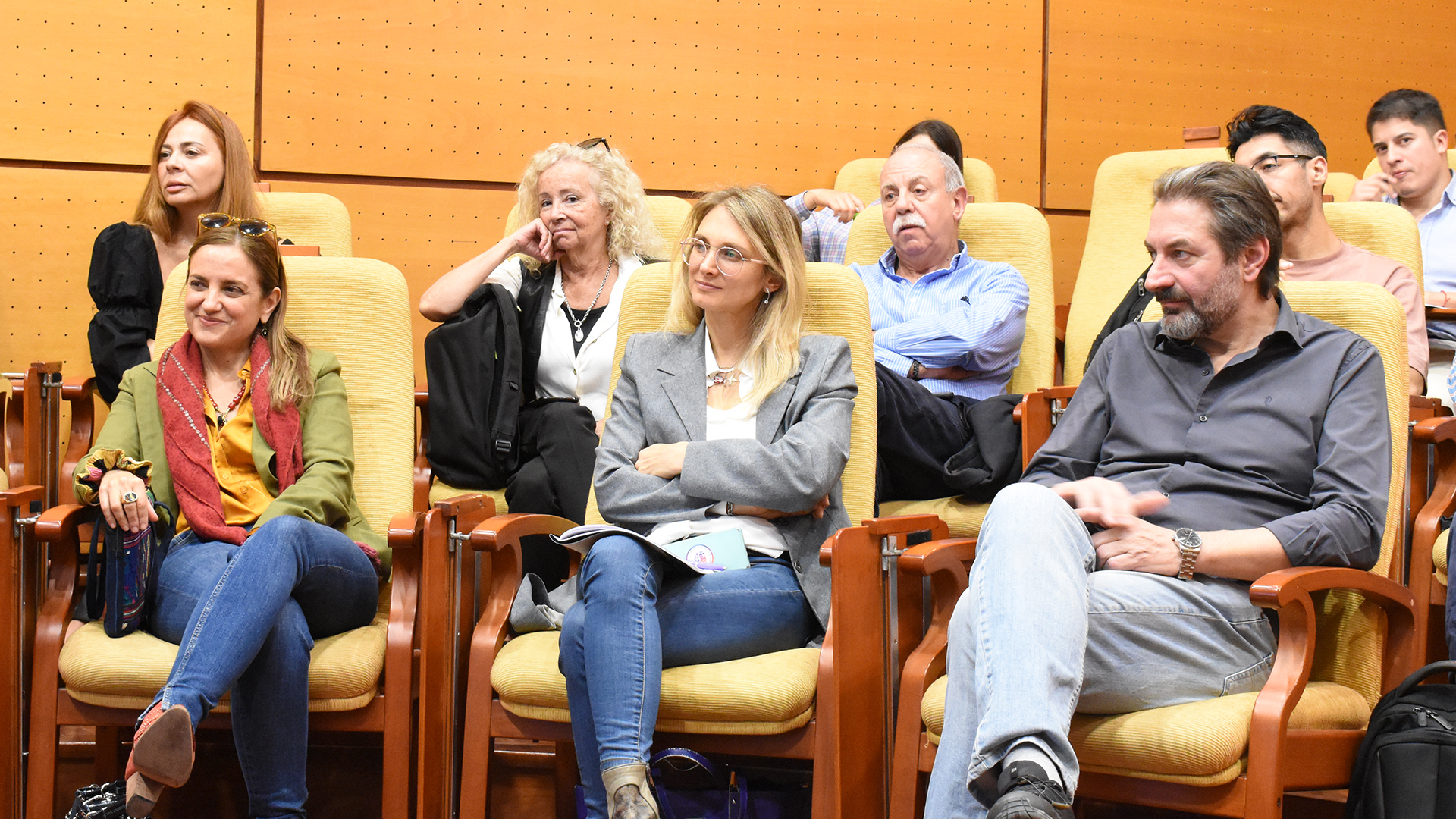
Beatriz Anchorena junto a la Diputada Gabriela Brouwer De Koning (Evolución Radical) y el Diputado Pablo Carro (Unión por la Patria)

## Proyecto de Actualización de la Ley de Protección de Datos Personales
La AAIP elaboró el proyecto de actualización de la Ley 25.326 de Protección de Datos Personales, presentado el 30 de junio de 2023 a la Honorable Cámara de Diputados.
Es el resultado de un proceso abierto, transparente y participativo que incluyó once mesas de diálogo y una consulta pública, en donde se recibieron 173 documentos con opiniones, aportes y comentarios presentados por 123 participantes de diversos sectores de la sociedad: expertos representantes de universidades, organizaciones de la sociedad civil, cámaras empresarias y organismos del sector público, nacionales e internacionales.  
Según información publicada en su sitio web, el proyecto de actualización busca abordar los desafíos planteados por las transformaciones tecnológicas y la economía digital, para potenciar el comercio y la generación de empleo, siguiendo estándares internacionales.

## Incidencia Internacional
La AAIP participa en redes de colaboración y trabajo internacional, a través de la representación en debates, intercambios y la construcción de estrategias articuladas.
La AAIP es miembro del Comité Ejecutivo y preside el Sub-Comité de Dirección Estratégica la Asamblea Global de Privacidad (GPA, por sus siglas en inglés) organización internacional de cooperación e intercambio en materia de protección de datos personales, integrada por más de 130 autoridades del mundo. En este contexto, lideró el diseño del Plan Estratégico 2023-2025 de la GPA.
Argentina es el país número 23 en ratificar el Convenio 108+ del Consejo de Europa (CoE) para armonizar la legislación nacional con los estándares internacionales en materia de protección de datos. Es el segundo en Latinoamérica después de Uruguay. Este instrumento entrará en vigor cuando alcance la adhesión de 38 Estados.
En 2003, la Unión Europea reconoció a la Argentina como un país con un nivel adecuado de protección de datos, lo que facilita la transferencia de datos personales entre la UE y Argentina sin requerir medidas adicionales. Este estándar, establecido en el Reglamento General de Protección de Datos (RGPD) es vital para los procesos de inversión extranjera y la creación de empleo, ya que las empresas argentinas pueden operar de manera fluida con contrapartes europeas. Desde 2018, en el marco de la revisión de adecuaciones por parte de la UE, la AAIP asesora a la Cancillería en las consultas referidas a este proceso.
Este año, la AAIP aprobó las Cláusulas Contractuales Modelo  para las transferencias internacionales de datos de la Red Iberoamericana de Protección de Datos (RIPD), a través de la Resolución 198/2023, con el fin de simplificar procedimientos y establecer pisos de garantías que potencien la confianza y comercio entre países. La Red está constituida por 41 autoridades de protección de datos de iberoamérica, donde la AAIP integra el Comité Ejecutivo.
El Gobierno de EEUU se encuentra en diálogo con la Argentina para ser incorporada en el Global Cross-Border Privacy Rules Forum para la protección de datos personales y facilitar el comercio internacional entre empresas de ambos países. Argentina fue el país anfitrión del XXIV Encuentro de la Red de Transparencia y Acceso a la Información (RTA), una entidad que agrupa 42 autoridades de 18 países iberoamericanos, órganos garantes de transparencia y acceso a la información de Iberoamérica. Fue organizado por la AAIP en abril de 2023 y contó con la presencia de más de 150 asistentes, nacionales e internacionales.

## Programas Nacionales
La AAIP presentó cuatro Programas Nacionales:
- Transparencia y Protección de Datos Personales en el uso de la Inteligencia Artificial
- Transparencia, Gestión Documental y Archivos
- Fortalecimiento de las Políticas de Transparencia y Acceso a la Información Pública para Empresas
- Fortalecimiento de las Políticas de Transparencia y Acceso a la Información Pública para Universidades Nacionales

##### Programa Nacional de Transparencia y Protección de Datos Personales en el uso de la Inteligencia Artificial
Según publicaron en el Boletín Oficial a través de la Resolución 161/2023, su fin es impulsar procesos de análisis, regulación y fortalecimiento de capacidades necesarias para acompañar el desarrollo y uso de la inteligencia artificial.
En un contexto de crecimiento exponencial de los procesos de integración de la Inteligencia Artificial a las soluciones tecnológicas en múltiples ámbitos, la AAIP busca acompañar esta situación y poner especial atención a los posibles riesgos sociales, económicos, culturales y ambientales que deben ser estudiados y atendidos para evitar sesgos y discriminación.
Este programa fue desarrollado por la Dirección Nacional de Protección de Datos Personales y Dirección Nacional de Evaluación de Políticas de Transparencia e impulsa procesos de análisis, regulación y fortalecimiento de capacidades para acompañar el desarrollo y uso de la inteligencia artificial, en el sector público y privado. Está destinado a instituciones públicas y privadas que implementan sistemas de decisiones automatizados.

##### Programa Nacional de Transparencia, Gestión Documental y Archivos
Según indica la Resolución 93/2023 publicada en el Boletín Oficial, su objetivo es promover la apertura de archivos, el acceso a la información y la protección de datos personales.
La vinculación entre la gestión documental, el acceso a la información y la transparencia es estrecha e inescindible. Los documentos de archivo se producen durante el ejercicio de una organización y evidencian todas sus actividades. Una buena gestión documental facilita la transparencia administrativa y promueve el acceso a la información pública, mediante acciones y procedimientos que garantizan la autenticidad, integridad y accesibilidad de la información.
La AAIP, a través de la Dirección Nacional de Políticas de Acceso a la Información y la Dirección Nacional de Evaluación de Políticas de Transparencia, impulsó este programa, junto a otros actores, para promover mejoras en la gestión documental y asistir a los archivos de organismos públicos en cuestiones vinculadas a la transparencia, el acceso a la información y la protección de datos personales.
Está destinado a entidades del sector público, organizaciones de la sociedad civil, referentes académicos y especialistas en la materia.

##### Programa Nacional de Fortalecimiento de las Políticas de Transparencia y Acceso a la Información Pública para Empresas
En la Resolución 196/2023 del Boletín Oficial indica que su objetivo es brindar asistencia técnica y capacitación a empresas públicas para la implementación situada de la Ley 27.275.
La ciudadanía debe poder acceder a información comprensible sobre los actos de gobierno, por ello, es importante que las organizaciones sean capaces de hacer visible la gestión de los recursos públicos, las acciones que realizan y los resultados logrados.
Entre los sujetos obligados a brindar información, según el artículo 7 inciso g de la Ley 27.275, se encuentran las empresas del Estado, las sociedades del Estado, las sociedades anónimas con participación estatal mayoritaria, las sociedades de economía mixta y todas aquellas otras organizaciones empresariales donde el Estado nacional tenga participación mayoritaria en el capital o en la formación de las decisiones societarias.
A fin de acompañar a estos actores, la AAIP, a través de la Dirección Nacional de Políticas de Acceso a la Información y la Dirección Nacional de Evaluación de Políticas de Transparencia, desarrolló este programa con estrategias específicas para generar capacidades y eliminar asimetrías en la implementación de la ley en relación con otros sujetos obligados de la Ley.

##### Programa Nacional de Fortalecimiento de las Políticas de Transparencia y Acceso a la Información Pública para Universidades
La Resolución 197/2023 publicada en el Boletín Oficial, indica que su fin es brindar asistencia técnica y capacitación a las Universidades Nacionales para promover buenas prácticas asociadas a la implementación situada de la Ley 27.275.
La ciudadanía debe poder acceder a información comprensible sobre los actos de gobierno, por ello, es importante que las organizaciones sean capaces de hacer visible la gestión de los recursos públicos, las acciones que realizan y los resultados logrados.
Entre los sujetos obligados a brindar información, según lo establece el artículo 7 inciso g de la Ley 27.275, se encuentran las universidades a las que se le hayan otorgado fondos públicos.
La AAIP, a través de la Dirección Nacional de Políticas de Acceso a la Información y la Dirección Nacional de Evaluación de Políticas de Transparencia, desarrolló este programa con estrategias específicas para generar capacidades en las Universidades Nacionales y eliminar asimetrías en la implementación de la ley en relación con otros sujetos obligados de la Ley.